# Oțelu Roșu
Oțelu Roșu (pronunciat en romanès: [oˌt͡selu ˈroʃu]; abans Ferran; hongarès: Nándorhegy; alemany: Ferdinandsberg) és una ciutat del nord -est del comtat de Caraș-Severin, Romania, a la vall de Bistra. Es troba a la carretera nacional 68, entre Caransebeş (21 km) i Haţeg. La ciutat administra dos pobles, Cireșa (Bisztracseres) i Mal (Mál). Es troba a la regió històrica de Banat.

## Geografia
Oțelu Roșu es troba a una altitud aproximada de 300 metres a la vall de Bistrei, que es troba entre les muntanyes Poiana Ruscă al nord i les muntanyes Țarcu al sud. Al sud d'Oțelu Roșu hi ha un gran piemont de les muntanyes de Țarcu, anomenat localment Gai. Al nord, la ciutat té contacte directe amb els contraforts de les muntanyes de Poiana Ruscă. Les altures dominants són el turó de Ferran (amb vistes a la foneria) i el turó de Chiciura.
Oțelu Roșu està sotmès a influències climàtiques de l'Europa occidental per la seva altitud i ubicació. L'altitud i els boscos i muntanyes veïnes asseguren un clima suau. A l'hivern, la neu pot persistir fins a dos o tres mesos, però les temperatures no baixen massa. Als mesos de primavera, especialment al maig, les inundacions són possibles a causa del desglaç de la neu a les zones altes de les muntanyes de Țarcu i de les pluges abundants. La inundació més recent es va produir l'any 2000 i va destruir diversos ponts a través del riu Bistra.

## Clima
Oțelu Roșu té un clima continental humit (Cfb a la classificació climàtica de Köppen).

## Història

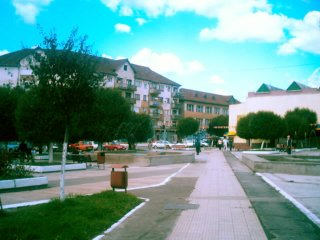
Centre de la ciutat

Els primers signes d'habitació humana daten del Paleolític, en forma d'eines primitives. A les zones veïnes s'han trobat restes esporàdiques de l'època neolítica.
Durant les guerres entre romans i dacis, la vall de Bistra va ser la ruta utilitzada per l'emperador Trajà per penetrar al cor de Dàcia. Es pot trobar un castrum romà a prop del cementiri de Zăvoi (antiga Agnaviae), un assentament proper a Oțelu Roșu.
Al segle xv, durant l'època medieval, Oțelu Roșu va ser esmentat amb el nom de "Bistra", i més tard amb el nom hongarès de Nándorhegy. Després de l'expulsió dels turcs del Banat pels Habsburg, la zona va ser colonitzada per alemanys. Els italians es van dedicar a treballar en la indústria del metall. Dins del Regne d'Hongria, la ciutat va formar part del comtat de Krassó-Szörény des del 1881 fins al 1920. Més tard, a mesura que la part nord-est del Banat va passar a formar part de Romania després del tractat de Trianon el 1920.
Després de 1947, el nom de Ferran no va agradar al govern de la República Socialista de Romania, que el va canviar per Oțelu Roșu ("L'acer vermell") per tal de subratllar la importància de la indústria metal·lúrgica de la ciutat.

## Població
La població era de 9.260 (2011) i 12.517 (2012). Les causes d'aquesta regressió demogràfica són, entre d'altres, els problemes de la indústria metal·lúrgica i l'elevada desocupació, que fa que molts joves abandonin la ciutat i es traslladin a centres regionals com Timișoara i altres zones de Romania.
El 92,98% dels habitants són romanesos, el 2,09% alemanys, el 3,23% hongaresos i el 0,86% gitanos. Després del 1989, la majoria dels alemanys, italians i eslovacs de la ciutat van emigrar. El 2002, el 76,7% dels residents eren ortodoxos romanesos, l'11,4% catòlics, el 4,8% pentecostals, el 4,4% baptista i l'1% reformat.

## Fills il·lustres
- Adrian Mărkuș

## Educació
La ciutat té dues escoles, Generală 1 i Generală 3, més una escola secundària industrial.